# Глубочанское
Глубочанское (укр. Глибочанське) — посёлок, входит в Гайсинский район Винницкой области Украины.
Население по переписи 2001 года составляло 54 человека. Почтовый индекс — 24340. Телефонный код — 4343. Занимает площадь 0,177 км². Код КОАТУУ — 524181202.

## Местная власть
24300, Вінницька обл., Гайсинський р-н, смт Тростянець